# استان شماره ۵
استان شماره ۵ (به لاتین: Province No. 5) یک استان در نپال است. استان شماره ۵ ۲۲٬۲۸۸ کیلومتر مربع مساحت و ۴٬۴۹۹٬۲۷۲ نفر جمعیت دارد.